# Colecho

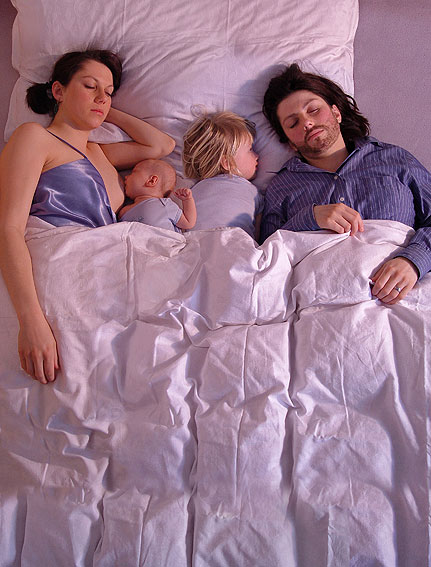
Una familia durmiendo.

El colecho o cama familiar es una práctica en la que bebés o niños pequeños duermen con uno o los dos progenitores. Es una práctica normal en muchas partes del mundo. El colecho puede ser practicado en la misma cama, en camas continuas o, cama y cuna unidas. Un estudio de 2006 en la India reveló que el 93% de los niños de entre 3 y 10 años dormían con sus padres. El colecho se practicó ampliamente hasta el siglo XIX en Europa hasta que las casas comenzaron a tener más de un dormitorio y los niños su propia cuna. En Japón se practica el colecho hasta que los niños tienen 7 años. En muchas partes del mundo el colecho se practica simplemente para mantener al niño caliente durante la noche. Recientemente se ha reintroducido el colecho en la cultura occidental por los partidarios de la crianza con apego, que incluyen el colecho entre las prácticas naturales para una crianza saludable y feliz de los niños.

## Aspectos positivos
Se defiende la práctica del colecho por una serie de aspectos:
- Favorece la instauración y mantenimiento de la lactancia materna y facilita las tomas nocturnas.

- Aumenta los episodios de sueño REM, lo que disminuye o corrige los episodios de apnea del sueño, peligrosos para el bebé.

- Reduce el riesgo de que el bebé sufra hipoglucemia.

- Disminuye la frecuencia y duración del llanto del bebé.

- El bebé se duerme más fácilmente, incluso en los despertares nocturnos.

- Sincroniza los ciclos de sueño de la madre y el bebé.

- Potencia el vínculo afectivo entre padres e hijos.[4]

- Disminuye el riesgo de muerte súbita (SMSL). James McKenna, antropólogo de la Universidad de Pomona, ha estudiado el SMSL en diversas culturas concluyendo que el riesgo es hasta diez veces mayor en las culturas en las que los niños no comparten lecho con los padres.[5][6] Si el colecho reduce los episodios de apnea del sueño, el riesgo de SMSL disminuye. Aunque este tema está aún bajo investigación, se recomienda que las madres y padres fumadores no duerman con bebés de menos de tres meses por aumentar el riesgo de muerte súbita.

- Las teorías partidarias afirman que el colecho favorece el bienestar del bebé, su desarrollo neuronal y la capacidad de respuestas adecuadas ante situaciones de estrés, así como el desarrollo de la autoestima del infante, y posterior autonomía personal.

## Inconvenientes
Se ha indicado diversas razones para no realizar el colecho:
- Riesgos de asfixia, especialmente en bebés que no son amamantados. Se recomienda que padres bajo efectos de drogas o con obesidad mórbida no compartan la cama, sobre todo con bebés. Además es recomendable no dormirse con el bebé en el sillón o el sofá.

- En el caso de bebés prematuros y/o de un peso inferior a 2.500 gramos se incrementan los riesgos del colecho.

- Algunos padres duermen peor cuando duermen con un bebé, sobre todo por los mecanismos de alarma.

- Asociación estrecha de sueño y presencia de los padres, lo que puede dificultar conciliar el sueño del niño en siestas y a la hora de irse a dormir sin los padres.

- La vida de pareja se podría resentir.

- A contrario de los efectos positivos mencionados en relación con la muerte súbita, otras autoridades médicas afirman que el colecho podría aumentar el riesgo de muerte súbita, por lo que aconsejan compartir con el infante la habitación, pero no la misma cama.[7]

## Colecho seguro
Diversas organizaciones (OMS, UNICEF, AEP) recomiendan una serie de precauciones a tener en cuenta a la hora de acostar al bebé y/o colechar:
- Acostar al bebé boca arriba.
- El colchón debe ser plano y firme. No se deben utilizar colchones de agua; tampoco debe utilizarse el sofá o las camas de dimensiones reducidas.
- Asegurase de que el bebé no pueda caerse de la cama, ni quedar atrapado en ningún hueco.
- Evitar el uso de almohadas, mantas con pelo, acolchados, cojines y/o peluches.
- No cubrir la cabeza del bebé.
- Evitar el sobrecalentamiento, por lo que se desaconseja el uso de edredones y el exceso de temperatura ambiental en la habitación.
- No dormir en la misma cama si se es fumador. No fumar en la habitación en ningún momento.
- No compartir la cama con el bebé si se han consumido bebidas alcohólicas, drogas, somníferos y/o medicación que alteren el nivel de conciencia.
- No dormir en la misma cama si se padece alguna enfermedad que disminuya el nivel de respuesta, como diabetes o epilepsia inestable.
- No compartir la cama si se está muy cansado o si alguno tiene fiebre.

Se aconseja que los bebés duerman en la misma habitación que sus padres para reducir el SMSL. Acostar al bebé en una cuna "side-car" adosada a la cama proporciona casi todas las ventajas del colecho sin dar lugar a situaciones de riesgo para el bebé, especialmente en el caso de bebés que no son amamantados.